# La Catin 2 : La Châtelaine
Série
La Catin
(2010) Le Testament de la catin
(2013)
Pour plus de détails, voir Fiche technique et Distribution.
La Catin 2 : La Châtelaine (Die Rache der Wanderhure) est un téléfilm germano-austro-hongrois, réalisé par Hansjörg Thurn, et diffusé le 23 octobre 2012 sur M6.

## Synopsis
Marie vit maintenant heureuse entourée de son mari, Michel, et de leur fille, dans le château de Hohenstein. Mais Michel doit partir à la guerre sur ordre de l'empereur. Marie ne sait pas que Ruppertus est toujours vivant et intrigue dans l'ombre pour faire tuer son époux et la récupérer à tout prix. Bientôt la nouvelle tombe comme un couperet : Michel serait mort au combat ...

## Fiche technique
- Titre allemand : Die Rache der Wanderhure
- Réalisation : Hansjörg Thurn
- Scénario : Thomas Wesskamp et Dirk Salomon
- Photographie : Markus Hausen
- Musique : Stephan Massimo
- Durée : 119 min

## Distribution
- Alexandra Neldel (V. F. : Adeline Moreau) : Marie Adler
- Bert Tischendorf (V. F. : Damien Ferrette) : Michel Adler
- Esther Schweins (V. F. : Laura Blanc) : Isabel de Melancourt
- Michael Markfort : Nepomuk
- Julian Weigend (V. F. : Cédric Dumond) : Janus Supertur
- Johannes Krisch : Ritter Falco von Hettenstein
- Helmut Berger : Graf Sokolny
- Götz Otto (V. F. : David Kruger) : König Sigismund von Luxemburg
- Xenia Assenza : Janka
- Daniel Roesner : Thomas
- Nadja Becker (V. F. : Natacha Muller) : Hiltrud

Source et légende : Version française (V. F.) sur RS Doublage

## Autour du téléfilm
- Suite du téléfilm La Catin (Die Wanderhure), diffusé en 2010. Précède Le Testament de la catin (Das Vermächtnis der Wanderhure) diffusé en 2012.